# Zavrelimyia gracilicalcar
Zavrelimyia gracilicalcar är en tvåvingeart som först beskrevs av Jean-Jacques Kieffer 1918.  Zavrelimyia gracilicalcar ingår i släktet Zavrelimyia och familjen fjädermyggor.
Artens utbredningsområde är Tjeckien. Inga underarter finns listade i Catalogue of Life.